# Reginei José Modolo
Reginei José Modolo (* 7. Januar 1975 in Braganey, Paraná) ist ein brasilianischer römisch-katholischer Geistlicher und Weihbischof in Curitiba.

Wappen von Reginei José Modolo.

## Leben
Reginei José Modolo besuchte ab 1989 das Kleine Seminar São José. Von 1992 bis 1995 studierte Modolo Philosophie an der Universidade Estadual do Oeste do Paraná in Toledo und von 1996 bis 1999 Katholische Theologie am Centro Interdiocesano de Teologia de Cascavel, das der Pontifícia Universidade Católica do Paraná angegliedert ist. Er wurde am 18. Februar 2000 in Ibema zum Diakon geweiht und empfing am 8. Juli desselben Jahres in Braganey durch den Erzbischof von Cascavel, Lúcio Ignácio Baumgaertner, das Sakrament der Priesterweihe.
Modolo war zunächst als Pfarrvikar (2000–2004) und später als Pfarradministrator der Kathedrale Nossa Senhora Aparecida in Cascavel (2004–2005) tätig. 2005 wurde Reginei José Modolo für weiterführende Studien nach Rom entsandt, wo er 2007 an der Päpstlichen Akademie Alfonsiana mit der Arbeit Combater a Miséria: um Imperativo Ético-Cristão no Pensamento de Dom Hélder Câmara („Die Bekämpfung der extremen Armut: ein ethischer und christlicher Imperativ im Denken von Dom Hélder Câmara“) ein Lizenziat im Fach Moraltheologie und am Päpstlichen Athenaeum Regina Apostolorum einen Master im Fach Bioethik erwarb. Von 2007 bis 2013 war er Pfarrer der Pfarrei Santa Teresa de Ávila in Santa Tereza do Oeste sowie von 2007 bis 2009 zudem Dechant des Dekanats Cascavel und von 2008 bis 2013 Diözesanökonom. 2013 setzte Modolo seine Studien an der Päpstlichen Akademie Alfonsiana fort und wurde 2016 bei Maurizio Faggioni OFM mit der Arbeit A Construçao dos corpos. Uma leitura biopolitica do debate brasileiro acerca do destino dos embrioes („Die Konstruktion von Körpern: eine biopolitische Betrachtung der brasilianischen Debatte über das Schicksal von Embryonen“) zum Doktor der Theologie im Fach Moraltheologie promoviert. Nach der Rückkehr in seine Heimat wurde er Generalvikar des Erzbistums Cascavel und Pfarrer der Pfarrei Nossa Senhora de Fátima in Cascavel. Vom 12. März bis zum 31. Oktober 2021 leitete er nach dem Tod von Mauro Aparecido dos Santos das Erzbistum Cascavel während der Zeit der Sedisvakanz als Diözesanadministrator. Anschließend wurde Modolo erneut Generalvikar und Pfarrer der Kathedrale Nossa Senhora Aparecida in Cascavel. Darüber hinaus fungierte er zusätzlich als Vorsitzender der diözesanen Priestervereinigung sowie als Koordinator für die Pastoral (2007–2009 und 2011–2013) und als Koordinator des Rates der Ausbilder (2017–2022). Außerdem gehörte Modolo von 2008 bis 2022 dem Priesterrat und dem Konsultorenkollegium an.
Neben seiner Tätigkeit in der Pfarrseelsorge lehrte Reginei José Modolo von 2008 bis 2013 und von 2016 bis 2022 Moraltheologie an der Faculdade Missioneira do Paraná und am Instituto Arquidiocesano de Teologia „São João Paulo II“ in Cascavel. Seine Forschungsschwerpunkte sind Ethik, Biopolitik, Menschenwürde, Reproduktionsmedizin, Katholische Soziallehre, Sozialmoral, Gemeinwohl, Sozialpolitik sowie sozialethische Herausforderungen.
Am 7. Dezember 2022 ernannte ihn Papst Franziskus zum Titularbischof von Macriana in Mauretania und zum Weihbischof in Curitiba. Der Erzbischof von Cascavel, Adelar Baruffi, spendete ihm am 5. März 2023 in der Kathedrale Nossa Senhora Aparecida in Cascavel die Bischofsweihe; Mitkonsekratoren waren der Erzbischof von Curitiba, José Antônio Peruzzo, und der Erzbischof von São Paulo, Odilo Kardinal Scherer. Sein Wahlspruch Gregem suum pascam („Ich werde seine Herde weiden“) stammt aus Jes 40,11 .

## Schriften (Auswahl)
- A Universalidade de Jesus Cristo (= Revista Trilhas). 1999, S. 9–18.
- Pastoral Urbana: Desafios e Iniciativas (= Revista Teológico-Pastoral). 2002, S. 107–113.
- Combater a Miséria: um Imperativo Ético-Cristão no Pensamento de Dom Hélder Câmara. Rom 2007.
- A Importância do Diálogo entre Bioética, Biomedicina e Biodireito (= Revista Trilhas. Band 14). 2013, S. 80–91.
- A Construçao dos corpos. Uma leitura biopolitica do debate brasileiro acerca do destino dos embrioes. Academia Alfonsiana, Rom 2016, OCLC 984778515.